# Mount Steere
Mount Steere är en vulkan i Antarktis. Den ligger i Västantarktis. Inget land gör anspråk på området. Toppen på Mount Steere är 3 558 meter över havet.
Den högsta punkten i närheten är Mount Frakes, 3 675 meter över havet, 8,0 kilometer söder om Mount Steere.